# Huosi
Gli Huosi furono una dinastia dell'alta nobiltà bavarese. Sono espressamente citati nella Lex Baiuvariorum, in cui fu scritta l'antica legge popolare del ducato tribale dei Bavari dal 635 in poi, accanto ai Trozza, ai Fagana, agli Hahiligga, agli Anniona e alla famiglia ducale degli Agilolfingi. Essi forse sono gli ascendenti degli Luitpoldingi.

## Area tribale
La terra ancestrale degli Huosi era l'area tra il fiume Lech e il fiume Isar in Alta Baviera. Con pagus Huosi, come Adelsgau, si intende il luogo d'azione di questa famiglia; il nome Huosigau venne coniato grazie alla vasta sfera di influenza degli Huosi, ma il nome non ha mai avuto il significato di unità amministrativa. Questo nome è ancora usato oggi come termine di identificazione folcloristica. Nella sfera di influenza del ducato bavarese, i Gau formatisi erano vari, e prendevano i nomi dalle direzioni geografiche (Nordgau, Sundergau, in alcuni casi viene anche chiamato Westgau), da una località centrale (come l'Augstgau ad Augusta, da non confondere con l'Augstgau svevo, il Kelsgau attorno al sito romano di Celeusum, il Künziggau attorno al sito romano di Quintana), dai nomi dei fiumi (Donaugau, Rottachgau, Isengau, Attergau, Mattiggau, Traungau, pagus inter valles poi Chiemgau) o dai nomi di famiglie nobili (come il pagus Poapintal, dalla famiglia fondatrice di Scharnitz). Dalle quattro famiglie nobili bavaresi, non si conosco i relativi Gau.

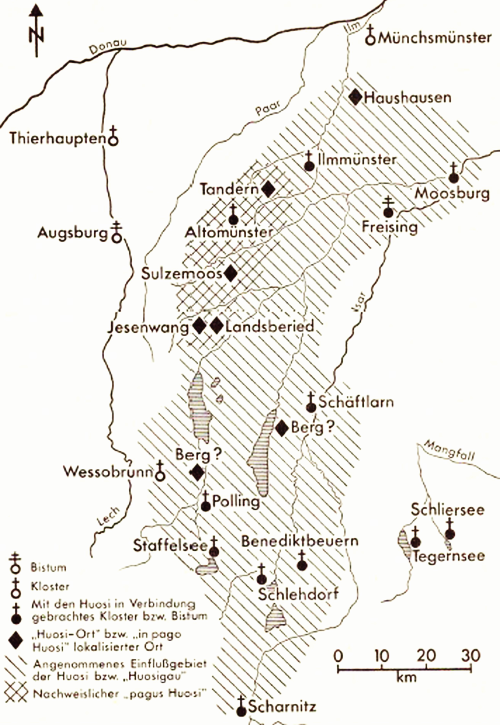
Area tribale degli Huosi

L'estensione del pagus Huosi e dell'Huosigau sono stati raffigurati da Max Fastlinger ed Elisabeth Hamm. Un libro della tradizione (Traditionsbuch) della diocesi di Frisinga del 791 fornisce informazioni sui luoghi in cui furono coinvolti gli Huosi, in cui viene segnalata una disputa ereditaria su una chiesa proprietaria dedicata a San Martino situata in Avvicozeshushir, che non può essere localizzata con precisione. Questo luogo non identificato è talvolta identificato con Ilmberg (Berg an der Ilm), oggi un quartiere di Reichertshausen, in cui si trova una chiesa di San Martino; è stata ipotizza anche l'identificazione con un insediamento predecessore di Scheyern. Questa disputa, in cui sono menzionati più di venti membri degli Huosi, si risolse in favore del sacerdote Eio e dei suoi fratelli Isancrim ed Erchanperht, decisione presa dal vescovo Arno e da diversi missi dominici carolingi a Lorch an der Enns a Uuartperc.
La prima menzione del pago Huosi si trova nell'840 in un documento di Ludovico il Germanico che descrive Sulzemoos come situato nel pago Huosi, e in un documento Landsberied di Frisiga è indicato come in confinio Hosiorum. Nell'XI secolo queste designazioni non vennero più usate. Vale anche la pena ricordare che l'Augstgau, citato per l'ultima volta nell'888, fu inglobato nel pagus Huosi, forse a seguito di un errore della cancelleria imperiale. Il nome Huosigau compare ancora nel corso del Pieno Medioevo, quando si trasformò in Hausengau.
Come dimostrano le comprovate tradizioni degli Huosi, la famiglia aveva proprietà sparse anche nel Rottachgau vicino a Passau, sul Wallersee, nell'Inntal tirolese e a Bolzano.
Forse, sulla base di analisi prosopografiche, l'ascendenza degli Ariboni e dei Babonidi, forse anche dei Wittelsbach e dei Luitpoldingi, può essere fatta risalire agli Huosi. Allo stesso modo si ipotizzano rapporti per via femminile con la famiglia ducale degli Agilolfingi. L'identificazione dei singoli individui non è agevole, poiché all'epoca erano in uso i Leitname, che consentono tuttavia di delineare l'appartenenza familiare. Il nome Huosi è ritenuto la forma plurale maschile (della flessione su i) con la radice germanica hos/ha e significa come la parola Hase (coniglio) il Graue (grigio (?)) o Grauen (orrore, terrore (?)).

## Fondazione di monasteri da parte degli Huosi
Nell'VIII secolo, i membri della stirpe degli Huosi risultano come fondatori o co-fondatori di numerosi monasteri. In totale, sembra che fondarono tre monasteri femminili, vale a dire il monastero di Kochel (attorno al 740), il monastero di Polling (attorno al 750), il monastero di Staffelsee (attorno al 750) e nove monasteri maschili, vale a dire il monastero di Benediktbeuern (739/740), il monastero di Sandau (attorno al 740), il monastero Schlehdorf (763/772), il monastero di Seiferstetten (attorno al 740), il monastero di Tegernsee (746 o 765), il monastero di Ilmmünster (762), il monastero di Scharnitz (769/772) e il monastero di Wessobrunn (quest'ultima attribuzione è tutt'oggi oggetto di disputa accademica).

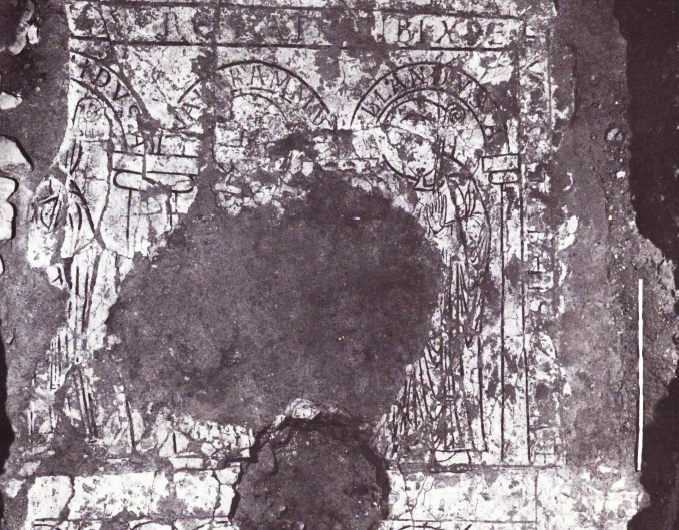
Rappresentazione degli abati Lantfrido, Waldram ed Elilant sul pavimento romanico della chiesa dell'abbazia di Benediktbeuern.

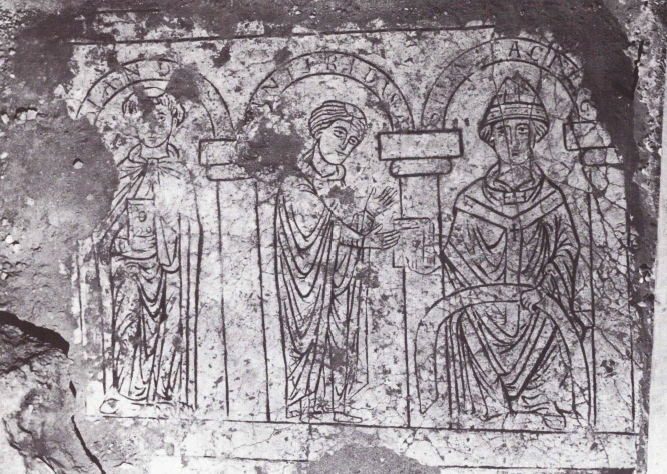
Raffigurazione di Bonifacio e degli abati Lantfrido ed Elilant sul pavimento romanico della chiesa dell'abbazia di Benediktbeuern.

Non ci sono fonti storiche coeve alla fondazione del monastero di Benediktbeuern tuttavia il Rotulus historicus benedictoburanus del monaco Gottschalk risale alla metà dell'XI secolo e menziona i fratelli della dinastia Huosi Lantfrido, Waldram ed Elilant come fondatori e primi abati del monastero. Dopo la fondazione del monastero di Benediktbeuern, i fratelli Huosi fondarono il monastero di Kochel, a cui si unì la sorella Kailswindis. Anche le chiese di Slechdorfensis (Schlehdorf) e Staphalastanga (Staffelsee) furono da loro fondate; a ciascuna di queste chiese era annesso un monastero, chiamato monasterium o coenobium (cenobio). Secondo il Rotulus, tutti questi monasteri si trovavano nel pago Huosi.
Il primo abate Lantfried risiedeva ogni giorno in un monastero diverso: la domenica era a Benediktbeuern, il lunedì a Kochel, il martedì a Schlehdorf, poi al monastero di Staffelsee, a Wessobrunn, a Sandau e infine a Polling. Dopo 25 anni, Lantfried fu sostituito nella carica di abate da Waldram, che dopo 39 anni fu a sua volta sostituito nella carica da Elilant, che fu abate per 19 anni e coltivò un'amicizia speciale con l'imperatore Carlo Magno, il quale fu un donatore di libri e reliquie per Benediktbeuern. Tuttavia la cronologia rende inaffidabile l'affermazione che i primi tre abati erano fratelli, essendoci decenni di differenza tra un abate e l'altro.
Le informazioni sull'esistenza di questi tre abati sono supportate da scavi archeologici effettuati negli anni '70 del XX secolo. Durante questi scavi sono state scoperte parti di un pavimento decorativo, circa 80 cm sotto l'attuale pavimento della chiesa, costituito da un massetto in gesso. In queste si realizzano incrostazioni profonde circa 5 mm e parzialmente colorate. È stato possibile mettere in sicurezza due sezioni (altezza circa 2,4 m, larghezza 3,6 m) rappresentati tre persone ciascuna sotto i portici: situati nella sezione settentrionale, questi sono monaci benedettini o abati sono riconoscibili da scapolari e pastorali. Grazie alle trascrizioni si possono leggere “(LANTFR)IDVS A(bbas)”, “WAL(D)RAMMVS A(bbas)” e “(ELI)LLANDVS A(bbas)”. Nell'arcata settentrionale si può identificare il campo "S(anctus) BONIFACIVS C(onfessor) o E(piscopus)". Quest'ultimo può essere identificato con il vescovo Bonifacio di Magonza, che consacrò il monastero, per via del suo paramento pontificio (mitra, pallio e casula rossa). Accanto si trova «(L)ANTFRIDVS A(bbas)», che regala a Bonifacio un libro. Il terzo personaggio è «(EL)ILANDVS A(bbas)», che tiene un libro davanti a sé. Entrambi gli Huosi sono raffigurati questa volta senza insegne di abate e solo con tonsura e mantello.
I tre abati fondatori di Benediktbeuern compaiono anche indipendentemente dal Rotulus in diversi documenti. Lantfrido è menzionato come testimone di una donazione al monastero di Schlehdorf a Kienberg, Waldram è menzionato tra il 766 e il 788 nelle tradizioni di Mondsee e Schäftlarner. L'abate Elilant è citato anche dopo l'808 in un processo coram omnibus nobilissimus de pago Huosi davanti al giudice Kisalhart, avvenuto nella villa Söchering e in cui Liutkerus, Gagandus e Lantold furono accusati del Predium Uffing am Staffelsee con un mulino e le loro quote della chiesa di San Martino, che faceva parte dell'attrezzatura originale del monastero di Benediktbeuern.
Altri monasteri furono fondati dagli Huosi, come il monastero di Scharnitz, fondato nel 763 dagli Huosi Reginperht e Irminfried e il cui primo abate Aribo di Frisinga e il suo successore Atto di Frisinga appartenevano entrambi alla stirpe degli Huosi. Atto di Frisinga appare anche come abate dell'abbazia di Schlehdorf e dell'abbazia di Scharnitz, e fu anche il fondatore dell'abbazia di Innichen. Il monastero di Ilmmünster venne stato fondato nel 762 da Adalberto e Otker, anch'essi appartenenti alla stirpe degli Huosi.
Nell'VIII secolo i "vescovi soprannumerati" Manno e Oadalhart sono menzionati in relazione alla diocesi di Neuburg, che fu unita alla diocesi di Augusta intorno all'800. Nella Vita sancti Bonifatii Manno è menzionato come il quarto vescovo bavarese a Nova civitate, in cui si dice che gli succedesse Oadalhart. Nel 759/760 Manno pose il suo signum (firma) in un documento tradizionale, in cui un Chunipert trasferì i suoi possedimenti nel Poch, località difficilmente localizzabile in modo affidabile (forse identificabile con il distretto di Leonhardsbuch di Allershausen) e a Tandern alla chiesa di Santa Maria di Frisinga. Pose il suo signum come primo vescovo al Sinodo di Dingolfing (776). Nel 784, il vescovo Oadalhart mise il suo signum nell'atto di fondazione di un monastero nel distretto di Singenbach. Appare sui documenti fino all'808. È possibile che entrambi avessero sede nella chiesa quasi vescovile di Staffelsee, senza che fosse una diocesi canonica. Entrambi sono assegnati alla stirpe Huosi come "vescovi personali".

## Membri conosciuti
Membri significativi della famiglia:
- Aribo di Frisinga, chiamato anche Arbeo o Arbo (723 - 4 maggio 784), vescovo di Frisinga dal 764 alla morte;
- Atto di Frisinga († 810/811), vescovo di Frisinga dal 783/784 alla morte; precedentemente abate dell'abbazia di Scharnitz e dell'abbazia di Schlehdorf;
- Hitto di Frisinga († 835), vescovo di Frisinga dall'811/12 alla morte;
- Ercanberto di Frisinga (Erchanbert) († 854), vescovo di Frisinga dall'835/836 alla morte.

Forse appartenente alla stirpe Huosi:
- Margravio Liutpoldo († 907) di Carantania e Alta Pannonia, precursore dei Luitpoldingi.